# 몬테카티니발디체치나
몬테카티니발디체치나 (Montecatini Val di Cecina) 이탈리아 토스카나주의 피사도에 위치한 코무네 (지방자치단체)이다. 피사에서 남쪽 약 60 킬로미터 (37 mi) 거리에 위치한 이 중세 도시는 체치차 계곡과 볼테라가 내려다 보이는 포조 라 크로체 (Poggio la Croce) 언덕에 자리잡고 있으며, 볼테라로부터는 15km 거리에 있다.
지역의 농업 및 오래된 구리 광산은 중세 초 이곳에 어느 정도의 번영을 가져다 주었다. 토스카나의 언덕 위에 자리 잡은 여러 마을들처럼, 중세적 특성이 잘 남아있는데 경제 발전이 부족했기 때문이다. 오늘날 몬테카티니발디체치나는 규모는 크지 않지만 관광을 통해 소규모의 경제적 부흥을 누리고 있다.

## 경제

### 광산
에트루리아 시대 이래로, 몬테카티니발디체치나의 역사는 1907년까지 운영을 계속하다가 현재 박물관으로 전환된 구리 광산과 밀접한 관련을 띠고 있다. 이곳은 20세기 초 유럽 내 최대 규모 구리 산업 중 하나이던 몬테카티니 - 광업 및 화학 산업 총회 (Montecatini - Società Generale per l'Industria Mineraria e Chimica)에서 이름 붙여진 것으로, 이 회사는 이후 몬테디슨에 합병된다. 그 외 이 지역의 심토 자원에는 소금, 알라바스터, 옥수, 갈탄, 지열 에너지 등이 있다.

## 역사
몬테카티니발디체치나에는 고대 에트루리아인들이 처음으로 정착했으며, 이들은 인접한 도시 볼테라에서도 거주했었다. 이후 붐비는 로마의 도로를 감독하는 로마의 정찰 기지 역할을 하였다. 이곳을 감시하는 성곽과 망루를 필리포 벨포르티가 중세 때 건설했는데, 그의 가문은 약 한 세기간 이 일대를 다스렸었다. 11세기쯤, 몬테카티니발디체치나는 인집한 가브레토에서 관리하는 가톨릭 교구에 속했다. 1351년, 볼테라 주교의 지배권 하에 들어갔다. 1452년, 피렌체 공화국 (후대 토스카나 대공국)에 흡수되어 1861년 이탈리아 통일때까지 속해 있었다.

## 주요 관광지
둘레를 따라 원통형의 망루들이 있는 마을의 성벽 내부에, 중세 건축물들은 좁은 거리와 통로, 몇 안 되는 작은 광장들을 통해 분리되어 있는, 협소한 공간 사이에 빽빽이 붙어 있다. 벨포르티 탑이 마을을 내려다 보고 있다.
그 외 건축물들에는 이오니아 양식의 기둥 여섯 개가 받치는 교차 리브 볼트 천장 아래, 우아한 주랑이 펼쳐져 있는 프레토리오 궁전, 14세기 기간 로마네스크-고딕 양식으로 지어진 산 비아조 등이 있다. 산 비아조는 비대칭 형태를 띠며 골목길을 향해 매우 단출한 입구가 나 있다. 중앙의 신랑을 중심으로 양옆에 측랑이 있으며, 기둥들로 구분되어 있다.
인접한 퀘르체토라는 프라치오네 (마을)에, 로마네스크 양식으로 된 교구 교회 '키에사 산 조반니' (Chiesa San Giovanni)가 있다.
요새화 된 탑이 볼테라와 티레니아해를 향해 뻗어있는 광경을 보여주는 언덕에 세워져 있고, 라사사라는 마을에 있다. 카살리아와 젤로라는 두 오래된 마을 사이에 오래된 구리 광산이 있다.